# Molophilus heroni
Molophilus heroni là một loài ruồi trong họ Limoniidae. Chúng phân bố ở miền Australasia.